# Delta Cygni
Delta Cygni (δ Cyg / 18 Cygni / HD 186882) è la quarta stella più brillante della costellazione del Cigno. Delta Cygni è una stella tripla che si trova a circa 170 anni luce di distanza. Costituisce l'ala occidentale del Cigno e uno dei bracci della Croce del Nord. La sua magnitudine apparente è 2,9.

## Osservazione

Mappa della costellazione del Cigno.

Avendo una declinazione di +45°, la sua osservazione è favorita dall'emisfero boreale, da dove è visibile da maggio fino a dicembre. Più penalizzati sono gli osservatori posti nell'emisfero australe: la stella non sorge mai nelle latitudini a sud del 45º parallelo di questo emisfero.
La sua magnitudine, pari a +2,86, le consente di essere scorta con facilità dai piccoli e medi centri urbani.
Il periodo migliore per la sua osservazione nel cielo serale ricade nei mesi compresi fra fine giugno e novembre; nell'emisfero nord è visibile anche per tutto l'autunno, grazie alla declinazione boreale della stella, mentre nell'emisfero sud può essere osservata in particolare durante i mesi del tardo inverno australe.

## Caratteristiche
Delta Cygni consiste di due stelle vicine tra loro e di una più lontana. Questo tipo di configurazione, piuttosto comune, apporta stabilità. 
La principale è una stella subgigante blu di classe B9,5 con una massa 3 volte quella solare, un raggio quasi 5 volte quello della nostra stella e una luminosità 180 volte maggiore.
La compagna, di sesta magnitudine, è di tipo spettrale F, la sua massa è 1,6 volte quella del Sole e dista dalla principale circa 157 U.A.
Analisi sull'eccentricità orbitale indicano che la loro distanza varia tra le 84 e 230 U.A., con un periodo orbitale di 780 anni.
La terza componente del sistema, un nana gialla di 0,66 masse solari e dodicesima magnitudine, è più lontana dalle altre due.
Delta Cygni sarà la stella polare intorno all'anno 11250 per circa 4 secoli a causa del ciclo di precessione degli equinozi.

## Etimologia
Conosciuta anticamente con il nome di persiano di Rukh o Ruc, oppure con quello accadico di Urakhga, entrambi riferiti a un mitico uccello di enormi dimensioni e forza. I popoli mesopotamici, i persiani e gli arabi dell'antichità rappresentavano infatti la costellazione del Cigno come il Ruc in volo ad ali spiegate. Un altro nome è Al Fawaris (الفوارس), che significa "I cavalieri", in relazione ad un antico, omonimo, asterismo arabo che includeva Delta Cygni. Nell'astronomia cinese fa parte dell'asterismo di 天津 (Tiān Jīn), che significa Guado Celestiale usato per attraversare la Via Lattea e che simbolizza un fiume celeste, Tianhe.